# Ravi K. Chandran
Ravi K. Chandran (Maduranthakam, 6 marzo 1965) è un direttore della fotografia indiano, fratello minore di K. Ramachandra Babu, che è a sua volta un noto direttore della fotografia.

## Biografia
Ha collaborato frequentemente con importanti cineasti indiani come Priyadarshan, Mani Ratnam, Rajiv Menon e Sanjay Leela Bhansali. Nel corso della sua carriera ha vinto due Filmfare Awards ed un Southern Filmfare Award.
Fra i film più importanti a cui ha collaborato si possono citare Virasat (1997), Minsaara Kanavu (1997), Punaradhivasam (1999), Kandukondain Kandukondain (2000), Citizen (2001), Dil Chahta Hai (2001), Kannathil Muthamittal (2002), the Boys (2003), Aayitha Ezhuthu (2004), Yuva (2004), Paheli (2004), Black (2005), Fanaa (2006) e Saawariya - La voce del destino (2007).